# Phycis
Las brótolas, de fango o de roca, también llamadas lochas, son las especies del género Phycis, peces marinos de la familia de los fícidos, distribuidos por el mar Mediterráneo y el norte del océano Atlántico.

## Anatomía
Dos aletas dorsales y una aleta anal, nunca conectadas con la aleta caudal, las aletas pélvicas tienen dos radios muy alargados, en algunas especies el primer radio de la dorsal también muy alargado. La longitud máxima descrita ha sido para la brótola de fango de 110 cm.

## Biología
Son especies bentopelágicas marinas, no migradoras, viven durante el día sobre el lecho marino de arena o de roca, mientras que por la noche se alimentan de peces y pequeños invertebrados.

## Especies
Existen 3 especies válidas dentro de este género, que son:
- Phycis blennoides (Brünnich, 1768) - Brótola de fango, Locha, Alfaneca o Escolar.
- Phycis chesteri (Goode y Bean, 1878)
- Phycis phycis (Linnaeus, 1766) - Brótola de roca o Locha de roca.